# Jeff Maggert
Jeff Maggert, né le 20 février 1964 à Columbia dans le Missouri, est un golfeur américain.

## Palmarès

### Ryder Cup
- Vainqueur de la Ryder Cup 1999
- Participation à la Ryder Cup 1995, Ryder Cup 1997

### PGA Tour
- 1993 Walt Disney World/Oldsmobile Classic
- 1999 WGC-Andersen Consulting Match Play Championship
- 2006 FedEx St. Jude Classic

## Autres
- 1988 Texas State Open
- 1989 Malaysian Open
- 1990 Ben Hogan Knoxville Open, Ben Hogan Buffalo Open, Vines Classic (Australie), Texas State Open
- 1994 Texas State Open, Diners Club Matches (avec Jim McGovern)
- 1997 Diners Club Matches (avec Steve Elkington)

## Compétitions disputées par équipes
- Presidents Cup: 1994